# Afleidingseffect

In marketing wordt de term afleidingseffect, ook bekend onder de Engelse term decoy effect, of het asymmetrische dominantie-effect, gebruikt om het fenomeen te beschrijven waarbij in de keus tussen twee alternatieven er een grotere consumentenvoorkeur ontstaat voor een van deze twee opties als gevolg van het toevoegen van een derde, asymmetrisch gedomineerde, optie.
Een asymmetrisch gedomineerd product is in sommige opzichten superieur aan een van de twee andere producten, maar in geen enkel opzicht beter dan het andere product.
Ter illustratie: in het geval van mp3-spelers zien de meeste consumenten grotere opslagcapaciteit en lagere prijs als positieve productattributen. Waar sommige consumenten een mp3-speler willen die een grotere opslagcapaciteit heeft, willen andere consumenten juist een speler die minder geld kost. In het eerste voorbeeld zijn twee spelers beschikbaar:
|                  | A       | B       |
| prijs            | EUR 400 | EUR 300 |
| opslagcapaciteit | 30 GB   | 15 GB   |

In het tweede aanbod wordt een asymmetrisch gedomineerd product C toegevoegd. Dit product is beter dan B qua opslagcapaciteit, maar zowel qua prijs als capaciteit minder interessant dan product A. Overigens zal product C door de meeste consumenten waarschijnlijk niet gekocht worden, gegeven het feit dat er voor minder geld een product met meer opslagcapaciteit aangeschaft kan worden (het niet gedomineerde product A).
|                  | A       | B       | C       |
| prijs            | EUR 400 | EUR 300 | EUR 450 |
| opslagcapaciteit | 30 GB   | 15 GB   | 25 GB   |

Product C is in dit voorbeeld het afleidingsproduct of de decoy, met het enige doel om verkopen van B richting A te sturen.

## Referentie
- J. Huber et al, "Adding Asymmetrically Dominated Alternatives: Violations of Regularity and the Similarity Hypothesis" in The Journal of Consumer Research, juni 1982, volume 9, nummer 1, pagina 90 e.v.